# Jack A. Butterfield Trophy
Jack A. Butterfield Trophy – nagroda przyznawana w każdym sezonie rozgrywek American Hockey League dla najbardziej wartościowego zawodnika (MVP) fazy play-off.

## Lista zdobywców
- 2017 – Tyler Bertuzzi, Grand Rapids Griffins
- 2016 – Oliver Bjorkstrand, Lake Erie Monsters[1]
- 2015 – Jordan Weal, Manchester Monarchs
- 2014 – Travis Morin, Texas Stars
- 2013 – Tomáš Tatar, Grand Rapids Griffins
- 2012 – Alexandre Picard, Norfolk Admirals
- 2011 – Robin Lehner, Binghamton Senators
- 2010 – Chris Bourque, Hershey Bears
- 2009 – Michal Neuvirth, Hershey Bears
- 2008 – Jason Krog, Chicago Wolves
- 2007 – Carey Price, Hamilton Bulldogs
- 2006 – Frederic Cassivi, Hershey Bears
- 2005 – Antero Niittymäki, Philadelphia Phantoms
- 2004 – Wade Flaherty, Milwaukee Admirals
- 2003 – Johan Holmqvist, Houston Aeros
- 2002 – Pasi Nurminen, Chicago Wolves
- 2001 – Steve Begin, Saint John Flames
- 2000 – Derek Armstrong, Hartford Wolfpack
- 1999 – Peter Ferraro, Providence Bruins
- 1998 – Mike Maneluk, Philadelphia Phantoms
- 1997 – Mike McHugh, Hershey Bears
- 1996 – Dixon Ward, Rochester Americans
- 1995 – Corey Schwab, Albany River Rats
- 1994 – Olaf Kölzig, Portland Pirates
- 1993 – Bill McDougall, Cape Breton Oilers
- 1992 – Allan Bester, Adirondack Red Wings
- 1991 – Kay Whitmore, Springfield Indians
- 1990 – Jeff Hackett, Springfield Indians
- 1989 – Sam St. Laurent, Adirondack Red Wings
- 1988 – Wendell Young, Hershey Bears
- 1987 – David Fenyves, Rochester Americans
- 1986 – Tim Tookey, Hershey Bears
- 1985 – Brian Skrudland, Sherbrooke Canadiens
- 1984 – Bud Stefanski, Maine Mariners